# Globonautes macropus
Globonautes macropus é uma espécie de crustáceo da família Potamonautidae.
Pode ser encontrada nos seguintes países: Guiné e Libéria.